# Jakobey István
Jakobey István (Eperjes, 1901. augusztus 16. – Szeged, 1971. január 29.) vegyészmérnök.

## Életpályája
926-ban szerzett oklevelet a budapesti műegyetemen. 1926-tól a műegyetemen, majd a Gyógyszervegyészeti Gyárban, később az Erjedéstani Kutatóintézetben dolgozott. 1936-ban került Szegedre a Kender-, Len- és Olajnövénytermesztési Kísérleti Állomásra, majd 1968-ig, nyugdíjazásáig a Gabonatermesztési Kutató Intézetnél (ill. jogelődeinél) dolgozott, nyugdíjasként 1971-ig.
Szegeden hunyt el 70 évesen, 1971. január 29-én.

## Munkássága
Az olajosnövények, később a rostnövények, különösképpen a kender termesztésével és nemesítésével foglalkozott. Olyan refraktométeres zsírtartalom-meghatározási módszert alakított ki, melyet a gyakorlatban általánosan használnak. Nemesítő munkája nyomán 1950 után kiváló rosttartalmú kendert sikerült előállítani. Vizsgálta a somkóró kumarin-tartalmát is. 
Élete utolsó szakaszában a finom rostú kender előállításával foglalkozott.
Kutatásainak eredményeit 38 tudományos közleményben adta közre.